# Verkiezingen voor het Europees Parlement 2014 in Polen

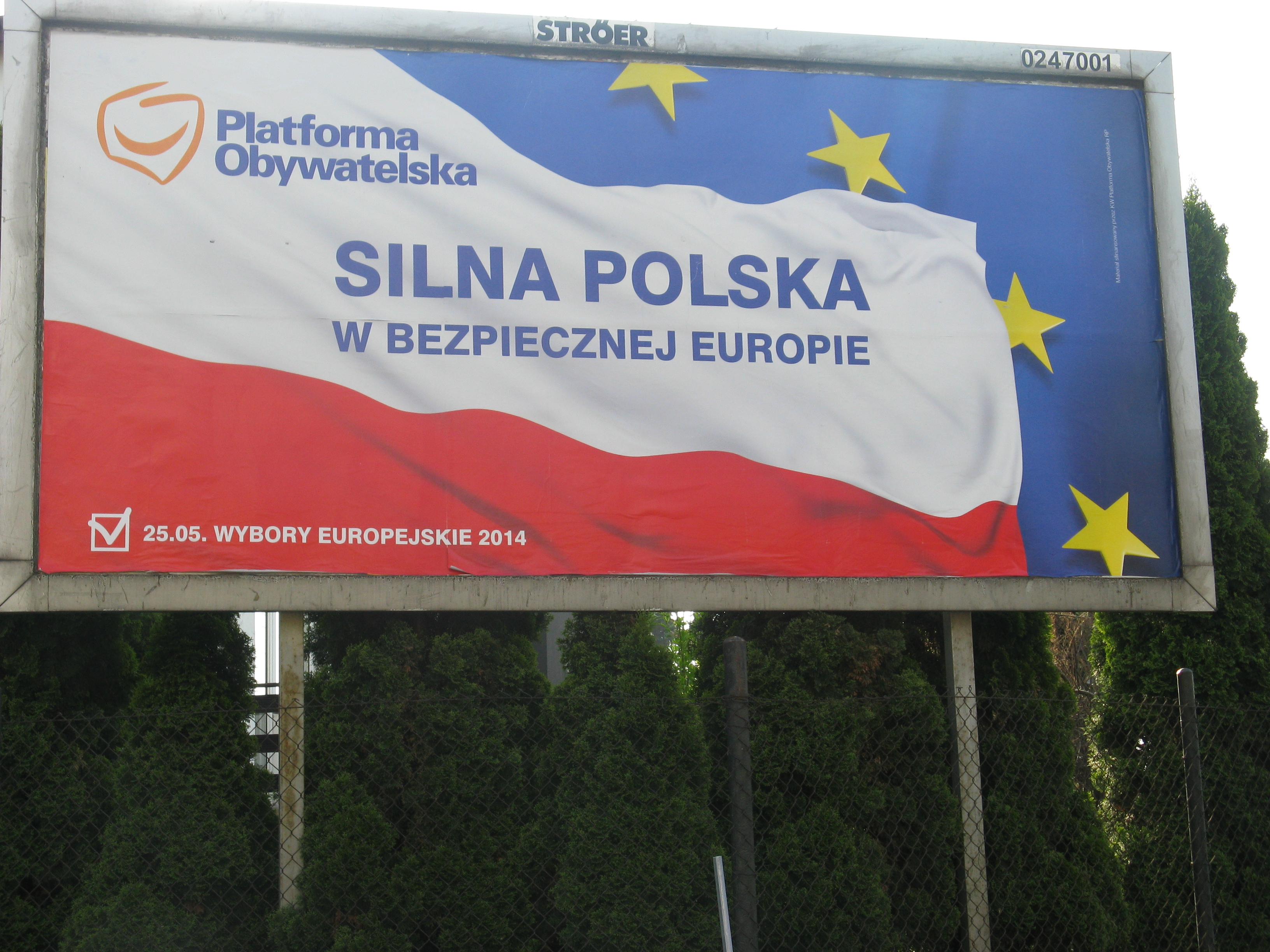
Verkiezingsaffiche van het Burgerplatform

De verkiezingen voor het Europees Parlement van 2014 vonden in Polen plaats op 25 mei van dat jaar. Op die dag konden de Poolse kiesgerechtigden 51 van de in totaal 751 Europarlementariërs kiezen. De opkomst bedroeg 23,83%.

## Uitslag
| Partij/kiescomité | Partij/kiescomité                                                                                 | Partij/kiescomité | 2014      | 2014   | 2014   | 2009   | 2009   |
| Naam              | Naam                                                                                              | Afkorting         | Stemmen   | %      | Zetels | %      | Zetels |
| ----------------- | ------------------------------------------------------------------------------------------------- | ----------------- | --------- | ------ | ------ | ------ | ------ |
|                   | Platforma Obywatelska (Burgerplatform)                                                            | PO                | 2 271 215 | 32,13  | 19     | 44,43  | 25     |
|                   | Prawo i Sprawiedliwość (Recht en Rechtvaardigheid)                                                | PiS               | 2 246 870 | 31,78  | 19     | 27,40  | 15     |
|                   | Sojusz Lewicy Demokratycznej - Unia Pracy (Alliantie van Democratisch Links - Unie van de Arbeid) | SLD-UP            | 667 319   | 9,44   | 5      | 12,34  | 7      |
|                   | Nowa Prawica - Janusza Korwin-Mikke (Nieuw Rechts - Janusz Korwin-Mikke)                          | NP JKM            | 505 586   | 7,15   | 4      | —      | —      |
|                   | Polskie Stronnictwo Ludowe (Poolse Volkspartij)                                                   | PSL               | 480 846   | 6,80   | 4      | 7,01   | 3      |
|                   | Solidarna Polska Zbigniewa Ziobro (Solidair Polen - Zbigniew Ziobro)                              | SPZZ              | 281 079   | 3,98   | —      | —      | —      |
|                   | Europa Plus Twój Ruch (Europa Plus Jouw Beweging)                                                 | Europa+           | 252 779   | 3,58   | —      | —      | —      |
|                   | Polska Razem Jarosława Gowina (Polen Samen - Jarosław Gowin)                                      | PRJG              | 223 733   | 3,16   | —      | —      | —      |
|                   | Ruch Narodowy (Nationale Beweging)                                                                | RN                | 98 626    | 1,40   | —      | —      | —      |
|                   | Partia Zieloni (Partij De Groenen)                                                                | PZ                | 22 481    | 0,32   | —      | —      | —      |
|                   | Demokracja Bezpośrednia (Directe Democratie)                                                      | DB                | 16 222    | 0,23   | —      | —      | —      |
|                   | Nasz Dom Polska - Samoobrona Andrzeja Leppera (Ons Huis Polen - Zelfverdediging Andrzej Lepper)   | Samoobrona        | 2 729     | 0,04   | —      | 1,46   | —      |
| Totaal            | Totaal                                                                                            | Totaal            | 7 069 485 | 100,00 | 51     | 100,00 | 50     |

## Zetelverdeling naar fractie in het Europees Parlement
| Partij | Partij                             | zetels | Europese fractie | Europese fractie                                           | zetels |
| ------ | ---------------------------------- | ------ | ---------------- | ---------------------------------------------------------- | ------ |
|        | Platforma Obywatelska (PO)         | 19     |                  | Europese Volkspartij (EVP)                                 | 23     |
|        | Polskie Stronnictwo Ludowe (PSL)   | 4      |                  | Europese Volkspartij (EVP)                                 | 23     |
|        | Prawo i Sprawiedliwość (PiS)       | 17     |                  | Europese Conservatieven en Hervormers (ECH)                | 19     |
|        | Prawica Rzeczypospolitej (PR)      | 1      |                  | Europese Conservatieven en Hervormers (ECH)                | 19     |
|        | partijloos                         | 1      |                  | Europese Conservatieven en Hervormers (ECH)                | 19     |
|        | Sojusz Lewicy Demokratycznej (SLD) | 3      |                  | Progressieve Alliantie van Socialisten en Democraten (S&D) | 5      |
|        | Unia Pracy (UP)                    | 1      |                  | Progressieve Alliantie van Socialisten en Democraten (S&D) | 5      |
|        | partijloos                         | 1      |                  | Progressieve Alliantie van Socialisten en Democraten (S&D) | 5      |
|        | Kongres Nowej Prawicy (KNP)        | 4      |                  | niet-gebonden                                              | 4      |